# Paradoja de Yablo

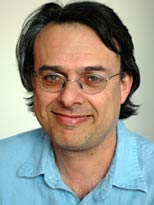
Stephen Yablo, autor de la paradoja.

La paradoja de Yablo toma su nombre de su creador, el filósofo, Stephen Yablo  del Instituto de Tecnología de Massachusetts quien la expuso en su forma más corriente en 1993, en la revista, Mind (el pequeño artículo se llama, Paradox without self-reference, (Paradoja sin auto-referencia).
Su importancia reside en que va en contra de la creencia tradicional de que la autoreferencia es condición necesaria para la existencia de una paradoja y, por lo tanto, muestra las debilidades de los numerosos intentos de evitar paradojas basadas en la prohibición de la autoreferencia. 
A pesar de ello, no es una paradoja propiamente dicha sino un bucle infinito, por lo que se podría solucionar el error simplemente estableciendo un parámetro de finalización. 

## Formulación
Tenemos una lista ordenada numéricamente e infinita de oraciones, cada una de las cuales dice que todas las siguientes son falsas.
1. Establecemos que una oración N de la lista es verdadera; entonces las oraciones siguientes a ella serán falsas, porque eso es lo que N dice.
2. Pero si así sucede, entonces también la oración siguiente: N+1 (la oración inmediatamente siguiente a N) será falsa, pero esa oración será verdadera porque efectivamente todas las oraciones siguientes (N+2 en adelante) son falsas.
3. Sin embargo, como N+1 es verdadera, N debe ser falsa (ya que N decía que todas las siguientes a ella son falsas, lo cual no resulta ser el caso).
4. Si N+1 es verdadera vuelve a empezar el proceso, es decir que al establecer que N era verdadera nos lleva a un bucle infinito.